# Tadarida brasiliensis
Il pipistrello dalla coda libera messicano (Tadarida brasiliensis  I. Geoffroy, 1824) è un pipistrello della famiglia dei Molossidi diffuso nel Continente americano.

## Descrizione

### Dimensioni
Pipistrello di piccole dimensioni, con la lunghezza della testa e del corpo tra 46 e 57 mm, la lunghezza dell'avambraccio tra 38,2 e 45,6 mm, la lunghezza della coda tra 29 e 44 mm, la lunghezza del piede tra 7 e 14 mm, la lunghezza delle orecchie tra 10 e 20 mm e un peso fino a 13 g.

### Aspetto
La pelliccia è corta, densa e vellutata. Le parti dorsali sono marroni scure o grigio scure con la base dei peli talvolta biancastra, mentre le parti ventrali sono leggermente più chiare. Il muso è lungo, troncato, con il labbro superiore che si estende ben oltre quello inferiore e ricoperto su ogni lato da 8-10 pliche cutanee e da piccole setole spatolate. Le orecchie sono relativamente corte, triangolari ed unite alla base anteriore. Il trago è corto, quadrato, mentre l'antitrago è leggermente sviluppato e separato posteriormente da un solco superficiale. Le membrane alari sono marroni scure e attaccate posteriormente poco sopra le caviglie. I piedi sono piccoli e cosparsi di lunghe setole chiare. La coda è lunga, tozza e si estende per più della metà oltre l'uropatagio. Sono privi di sacche golari. Il cariotipo è 2n=48 FNa=54 e 58.

## Biologia

### Comportamento

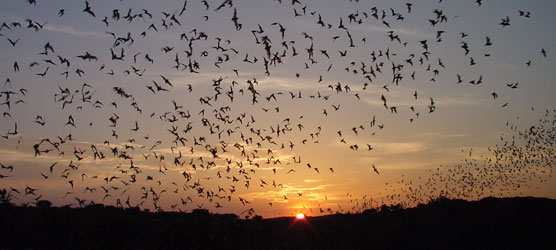
Colonia emerge dalle Grotte di Carlsbad prima del tramonto per nutrirsi

Si rifugia nelle grotte, tunnel minerari, cavità di alberi, ruderi, edifici e sotto i ponti in ambienti particolarmente bui dove forma colonie da diverse dozzine a decine di milioni di individui. È considerato il pipistrello più abbondante al mondo. Nella Bracken Cave, vicino a San Antonio, Texas, è residente una colonia tra 20 e 40 milioni di esemplari da oltre 100 anni. Forma vivai, più numerosi in estate. Alcune popolazioni effettuano migrazioni durante l'inverno in località più calde. L'attività predatoria inizia diversi minuti prima del calare della notte quando abbandonano i rifugi tutti insieme simultaneamente. Il volo è rapido, diretto e solitamente effettuato in alto, raggiunge una velocità fino a 165 km/h, la più alta mai registrata tra tutti gli animali volanti in volo orizzontale. Produce un caratteristico odore di muschio.

### Alimentazione
Si nutre di insetti, principalmente falene, coleotteri e formiche volanti. Si ritiene che le colonie più numerose possano mangiare oltre 100 tonnellate di insetti a notte ciascuna.

### Riproduzione
Gli accoppiamenti avvengono da metà febbraio a fine marzo e dopo una gestazione di 77-84 giorni danno alla luce un piccolo, più raramente due, tra la fine di maggio e la fine di giugno nell'America settentrionale e più tardi in quella meridionale. Alla nascita il peso è di circa 2,2 g. Il neonato dopo l'espulsione non viene raccolto dall'uropatagio della madre, ma rimane appeso al cordone ombelicale fino a quando non riesce autonomamente ad aggrapparsi al ventre materno. I piccoli non vengono trasportati dalle madri durante le attività notturne, ma rimangono all'interno dei rifugi, aggregati insieme in enormi ammassi rumorosi. L'aspettativa di vita può raggiungere i 15-20 anni.

## Distribuzione e habitat
Questa specie è diffusa in maniera discontinua nel continente americano Si estende dagli stati americani dell'Oregon, Nebraska e Carolina del Sud, attraverso l'America centrale e i Caraibi, fino all'Argentina centrale, eccetto la Penisola dello Yucatán, il Belize, Nicaragua, le Guyane, l'intero bacino amazzonico e la Patagonia fino alla Terra del fuoco.
Vive in diversi tipi di habitat fino a 2.690 metri di altitudine.

## Tassonomia
Sono state riconosciute 9 sottospecie:
- T.b.brasiliensis: Trinidad, Venezuela nord-occidentale, Colombia e Perù occidentali, Bolivia, Paraguay, stati brasiliani di Paranà, San Paolo, Santa Catarina, Rio Grande do Sul, Uruguay, Argentina e Cile settentrionali e centrali, Ecuador;
- T.b.antillularum (Miller, 1902): Porto Rico, Anguilla, Saint Martin, Saint Barthélemy, Saba, Saint Kitts e Nevis, Antigua e Barbuda, Montserrat, Guadalupa, Dominica, Martinica, Saint Lucia, Saint Vincent, Tobago;
- T.b.bahamensis (Rhen, 1902): Isole Bahamas: Eleuthera, Exuma, Long Island, San Salvador;
- T.b.constanzae (Shamel, 1931): Hispaniola;
- T.b.cynocephala (Le Conte, 1831): Illinois nord-occidentale, Indiana orientale, Ohio sud-occidentale, Carolina del Sud, Georgia, Alabama, Tennessee meridionale, Florida, Arkansas, Louisiana, Mississippi, Texas orientale;
- T.b.intermedia (Shamel, 1931): Messico meridionale eccetto la Penisola dello Yucatán; Guatemala, El Salvador, Honduras, Costa Rica, Panama;
- T.b.mexicana (Saussure, 1860): Oregon sud-occidentale, California, Nevada, Utah, Arizona, Colorado, Nuovo Messico, Nebraska meridionale, Kansas, Oklahoma, Texas occidentale e centrale ; Messico;
- T.b.murina (Gray, 1827): Giamaica;
- T.b.muscula (Gundlach, 1861): Cuba, Grand Cayman.

## Conservazione
La IUCN Red List, considerato il vasto areale e la popolazione presumibilmente numerosa, classifica T.brasiliensis come specie a rischio minimo (Least Concern)).

## In ambito militare
Durante i primi anni quaranta, gli Stati Uniti si servirono dei pipistrelli dalla coda libera messicani per mettere a punto un insolito ordigno sperimentale incendiario  da utilizzare contro il Giappone chiamato bat bomb. Si trattava di un recipiente contenente oltre mille pipistrelli che, dopo essere stato sganciato da un bombardiere, avrebbe rilasciato i suddetti animali, ai quali era stato precedentemente collegato un dispositivo al napalm. L'arma non venne mai adottata.